# Неосторожность Кандавла
«Кандавл, царь Лидии, украдкой показывает свою жену Гигу, одному из своих слуг, когда она ложится в кровать» (англ. Candaules, King of Lydia, Shews his Wife by Stealth to Gyges, One of his Ministers, as She Goes to Bed; также «Неосторожность Кандавла» — англ. The Imprudence of Candaules) — картина английского художника Уильяма Этти, написанная в 1830 году.
Основой сюжета картины послужила сцена из произведения Геродота «История», в которой Кандавл, царь Лидии, приглашает телохранителя Гига спрятаться в своей спальне и посмотреть, как его жена будет раздеваться, чтобы показать ему её красоту. Ниса уличает Гига и бросает ему вызов: убить себя или Кандавла. Гиг убивает царя и занимает его место. На картине показан тот момент, когда Ниса, не зная, что за ней наблюдает ещё кто-то, кроме её мужа, снимает с себя последние одежды.
Этти надеялся, что зрители вынесут из сюжета его картины моральный урок, заключающийся в том, что женщины не являются имуществом, и что те, кто нарушает их права, будут справедливо наказаны, однако для объяснения своих намерений он приложил мало усилий. Картина выставлялась в 1830 году в Королевской Академии и сразу же была раскритикована, будучи воспринятой как циничная комбинация порнографического изображения и неприятного сюжета, насилия и аморальности. Несмотря на это, она была куплена любителем искусств Робертом Верноном и в 1847 году подарена нации. В 1929 году картина была передана в галерею Тейт, где и выставляется в настоящее время.

## Контекст

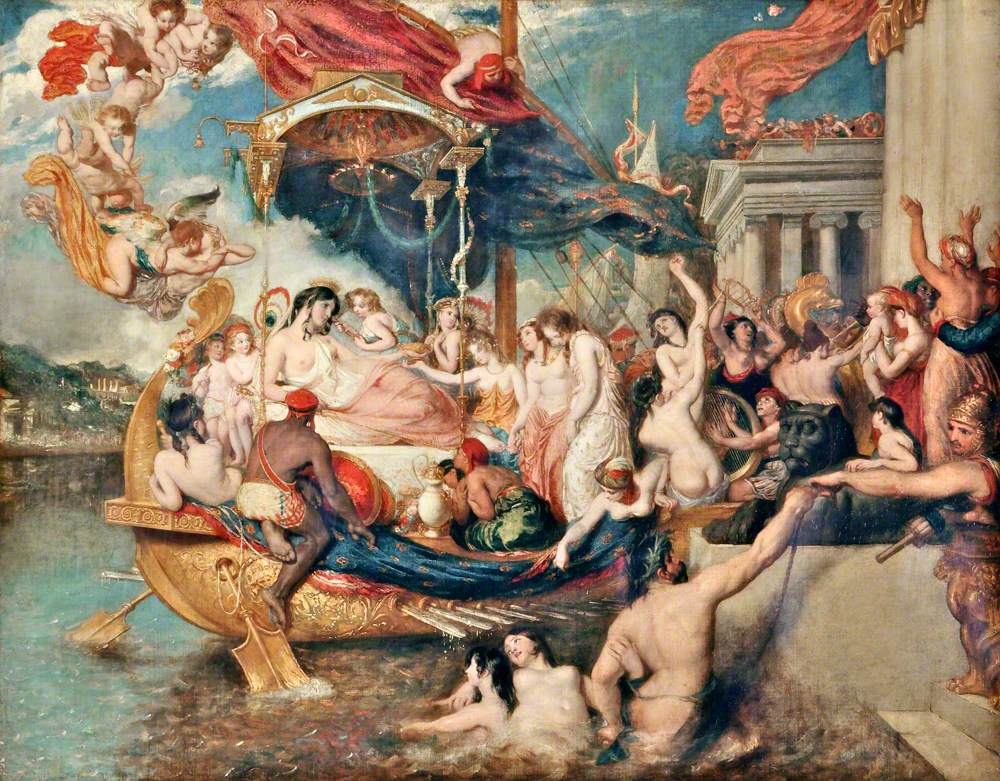
«Прибытие Клеопатры в Киликию», Уильям Этти (1821 год).

Уильям Этти (1787—1849), седьмой сын мельника и пекаря из Йорка, сначала поступил в ученики к печатнику в Халле и по завершении семилетнего обучения в возрасте до 18 лет переехал в Лондон, намереваясь стать художником. Находясь под сильным влиянием работ Тициана и Рубенса, он представил ряд своих картин членам Королевской академии художеств и Британского института. Все его работы были либо отвергнуты, либо не удостоены должного внимания во время выставки. В 1821 году Королевская академия приняла и выставила одну из работ Этти — «Торжество Клеопатры» (англ. The Triumph of Cleopatra; или «Прибытие Клеопатры в Киликию» — англ. The Arrival of Cleopatra in Cilicia). Картина была очень хорошо принята, и многие из коллег-художников Этти начали восхищаться его мастерством. В 1828 году он был избран королевским академиком, раньше чем Джон Констебл.
После успеха «Клеопатры», в течение следующего десятилетия Этти пытался повторить свой успех, работая в жанре ню с опорой на библейские, мифологические или литературные сюжеты. С 1820 по 1829 год он создал пятнадцать картин, из них четырнадцать с обнажённой натурой. В то время как некоторые картины зарубежных художников этого жанра находились в английских частных коллекциях, в самой Англии не сложилось традиции живописи обнажённой натуры, а выставка картин жанра ню и их распространение были запрещены в 1787 году Прокламацией для противодействия пороку. Этти стал первым британским художником, специализировавшемся на изображении обнажённой натуры, и реакция низших классов на его картины вызывала озабоченность на протяжении всего XIX века. Хотя его картины с обнажёнными мужчинами, как правило, хорошо принимались из-за сюжетов с мифологическими героями и классической борьбой, которые считались приемлемыми в Англии, многие критики осуждали Этти за неоднократные изображения женской наготы, называя их «неприличными».

## История
Основой для картины послужил сюжет из первой книги произведения Геродота «История». Кандавл, царь древнего царства Лидия, считал, что его жена Ниса является самой красивой женщиной в мире. Он обсуждал её красоту со своим любимым телохранителем Гигом, и они сошлись в своих чувствах. Несмотря на нежелание Гига, Кандавл настоял, чтобы тот спрятался за дверью спальни и тайно наблюдал за тем, как раздевается Ниса. Будучи вынужденным принять участие в этом действе, Гиг неохотно спрятался за дверью и наблюдал за Нисой. После этого он быстро выскользнул из комнаты, что заметила Ниса, однако она ничего не сказала мужу.
На следующий день Ниса вызвала Гига к себе и осудила его за нарушение обычаев. У Гига было два варианта выхода из ситуации — убить Кандавла или самому быть казнённым. Он согласился спасти свою собственную жизнь, убив своего хозяина. На следующий вечер Гиг спрятался за той же дверью, за которой наблюдал за раздевавшейся Нисой, и убил Кандавла, пока тот спал, после чего взял в жёны его вдову и объявил себя царём Лидии. Дельфийский оракул подтвердил приход к власти Гига, ставшего основателем династии Мермнадов и правившего в течение 38 лет.

## Композиция

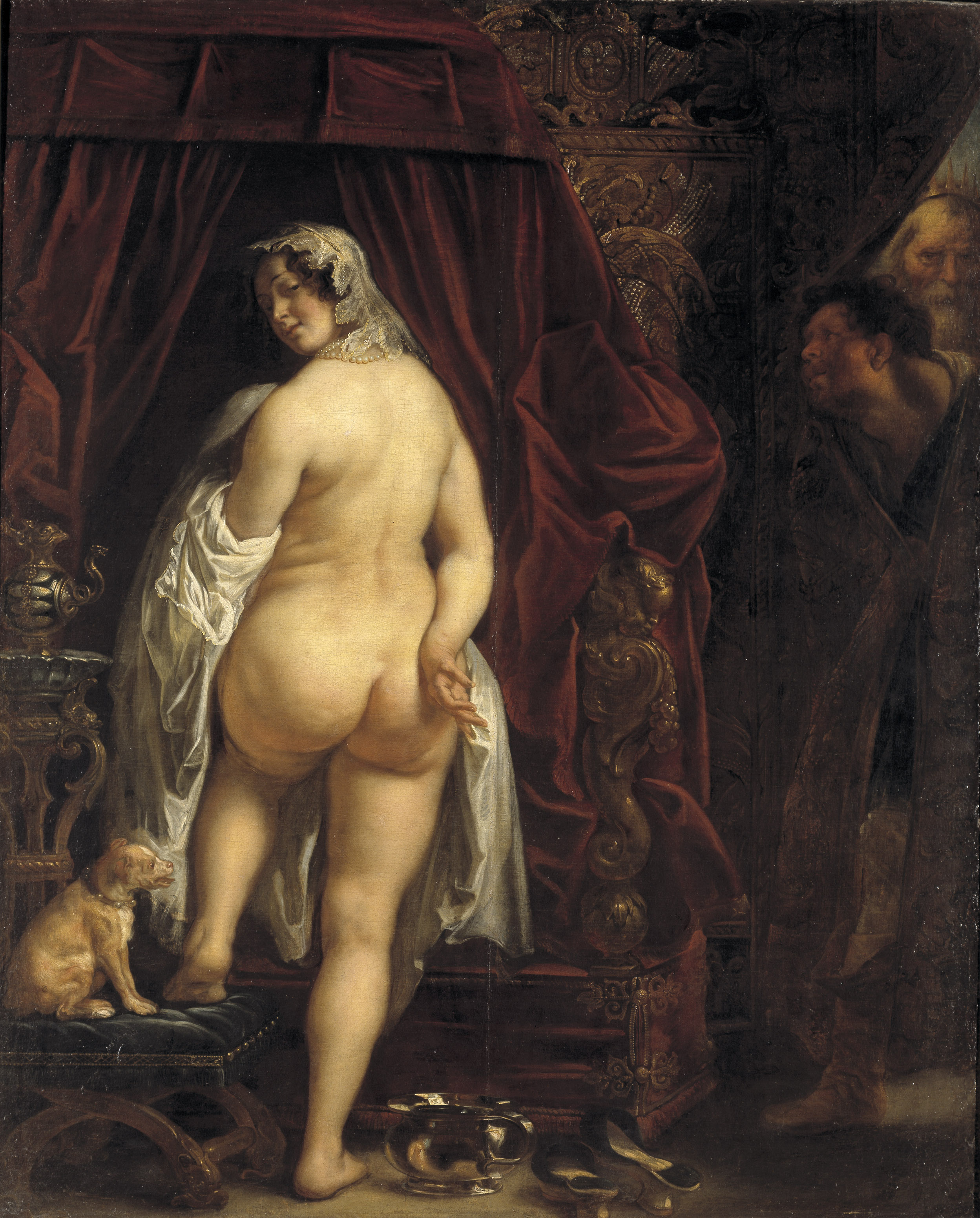
«Царь Лидии Кандавл показывает свою жену Гигу», Якоб Йорданс (1646 год).

Кандавл лежит обнажённым в постели, в то время как Ниса раздевается, готовясь присоединиться к нему, а Гиг, стоя на цыпочках и прячась за дверью, смотрит на неё. Ниса в поднятых руках держит свою ниспадающую одежду, складки которой направлены вниз, скрывая часть тела Кандавла ниже пояса, что является намёком на образное кастрирование мужчины влиятельной женщиной. Разместив фигуры таким образом, чтобы взгляд зрителя был сразу направлен на Нису, Этти заставляет испытать то же чувство вторжения в чужую личную жизнь, которое испытал Гиг, вынужденный наблюдать за обнажением жены господина против своей воли и без её ведома, что усиливает мотив вуайеризма. Хаотичное расположение тканей драпировки и архитектурных деталей создаёт ощущение клаустрофобии, подчёркивает насильственный характер сцены.
На протяжении всей своей карьеры Этти рисовал фигуры с натуры в классах Королевской академии. Ниса стоит в позе, которую Этти писал много раз — женщина стоит, опираясь на колено с поднятой вверх рукой. Этти испытывал трудности при изображении конечностей и, как правило, на своих картинах он заставлял персонажей держать руки подальше от туловища, чтобы сфокусировать внимание зрителя на теле. Вполне возможно, что и в этом случае Этти намеренно выбрал несколько неясный сюжет в качестве предлога для того, чтобы нарисовать женщину в этой позе. Как и во многих работах Этти, женская фигура прописана более тщательно, чем остальная часть холста, и он, скорее всего, рисовал женщину с натуры, впоследствии завершив всю композицию в студии. Примечательно, что Этти противопоставил белизну тела Нисы темно-красной драпировке, а её поза совпала с позой героини картины Якоба Йорданса «Царь Лидии Кандавл показывает свою жену Гигу» 1646 года. Работа Йорданса находилась в Швеции с XVII века, и вряд ли Этти знал о её существовании.
После окончания работы, в 1830 году картина была выставлена в Королевской академии. Известно два варианта названия работы — «Кандавл, царь Лидии, украдкой показывает свою жену Гигу, одному из своих слуг, когда она ложится в кровать» (англ. Candaules, King of Lydia, Shews his Wife by Stealth to Gyges, One of his Ministers, as She Goes to Bed, и более краткое — «Неосторожность Кандавла» (англ. The Imprudence of Candaules). Этти чувствовал, что моральный урок истории состоит в том, что женщины не являются имуществом мужчины, и что если мужья нарушили права своих жён, те имеют возможность наказать мужей. Однако для изображения своей точки зрения на картине он приложил мало усилий, и необычный сюжет позволил зрителям сформировать своё собственное мнение о произведении. Таким образом, что необычно для живописи того времени, картина является морально очень неоднозначной, приглашая зрителя посочувствовать либо сексуально безнравственному Кандавлу, либо потворствующей убийству Нисе, или наблюдающему за обнажением Гигу.

## Критика
Картина сразу же была осуждена прессой как циничная комбинация порнографического изображения с насильственным и неприятным сюжетом, и почти единодушное мнение общественности заключалось в том, что работа не подходит для публичной выставки. В «Literary Gazette» картина была названа идущей «против порядочности и хорошего вкуса», а Этти обвинялся в том, что следует тенденции «унижения чувственности», которую можно было бы ожидать от иностранца, а не от «чистой» английской школы живописи. Также была раскритикована тема картины, так как, «в качестве академического исследования, центральная фигура в этой группе может быть допустима, но, в связи с позорной историей, она заслуживает хорошего порицания». В одном из самых влиятельных женских журналов Великобритании, «La Belle Assemblée», высоко оценили другие работы Этти на летней выставке, но отказались выразить мнение по поводу картины с Кандавлом, отметив, что «для нас эта тема настолько оскорбительна, что мы не можем это передать». Даже Александр Гилкрист, являвшийся одним из главных сторонников Этти, в его биографии 1855 года отозвался о картине как о «почти единственном случае среди работ Этти, с бесспорно неприятной, если не сказать неприемлемой, темой». Впоследствии, Сара Бёрнадж из Университета Йорка, являющаяся специалистом по британской живописи XVIII века, отметила, что «пожалуй, трудно расценить картину, как что-нибудь другое, кроме преднамеренной попытки художника шокировать и возмутить».

## Судьба
Несмотря на враждебность, с которой картину встретили критики, вскоре она была куплена Робертом Верноном, сделавшим состояние на продаже лошадей Британской армии и использовавшему вырученные деньги на приобретение произведений искусства. В 1847 году он подарил свою коллекцию нации, и картина с Кандавлом стала источником смущения в правительстве. В 1929 году работа была помещена в недавно расширенную галерею «Тейт», где и находится в настоящее время.
Осуждение, которому подверглась картина, предопределило её судьбу. Когда Сэмюэл Картер Холл выбирал работы для иллюстрирования своего недавно выпущенного издания «The Art Journal», он счёл важным продвигать произведения новых британских художников, даже если это означало размещение в журнале иллюстраций, воспринимавшимися некоторыми читателями как порнографические или оскорбительные. В 1849 году Холл получил права на воспроизведение репродукций 157 картин из коллекции Вернона, однако отказался распространять изображение картины с Кандавлом, несмотря на готовность публиковать репродукции других работ Этти с обнажёнными женщинами, такие как «Купальщицы удивляются лебедю» (англ. Female Bathers Surprised by a Swan). Эта картина тоже находится в галерее «Тейт».

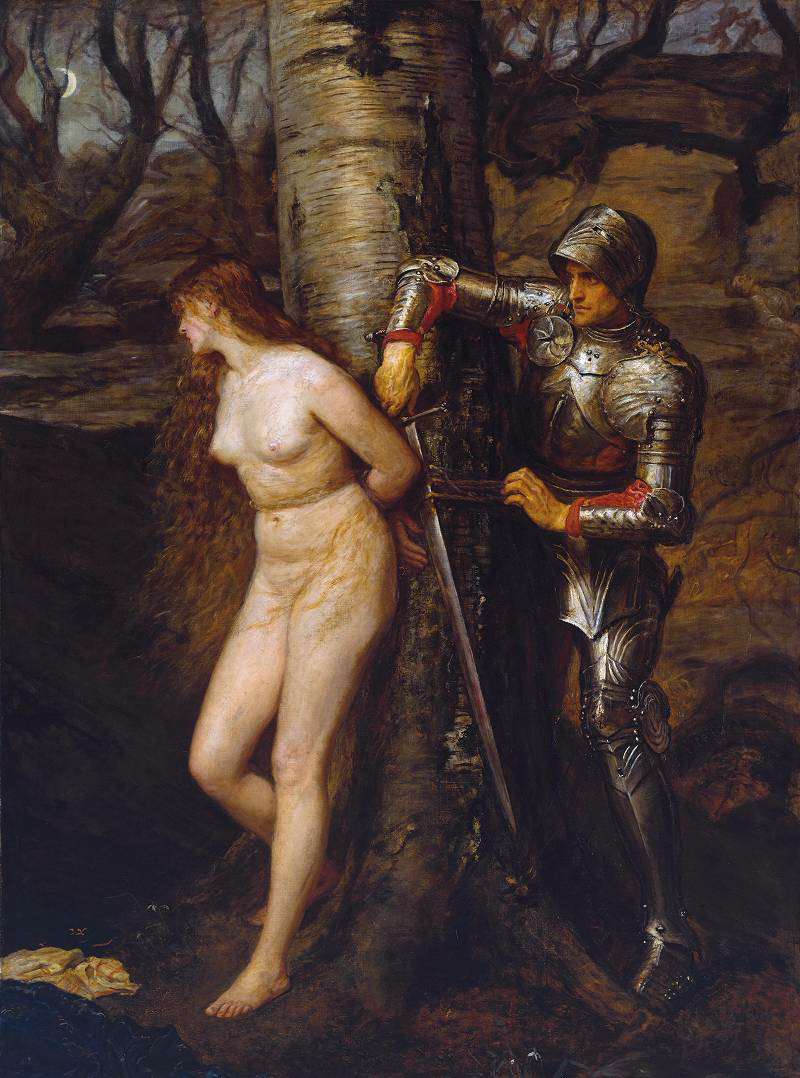
«Странствующий рыцарь», Джон Эверетт Милле (1870 год).

Вскоре после обвинения Этти со стороны прессы в изображении непристойности и отсутствии творческого вкуса, он решил написать картину, укладывающуюся в рамки морали того времени. Результатом стала работа 1832 года «Ангел смерти и демоны зла прерывающие оргию порочности и несдержанности» (англ.The Destroying Angel and Daemons of Evil Interrupting the Orgies of the Vicious and Intemperate), которая была воспринята многими как отказ от его ранних, более порнографических произведений. Этти оставался известным художником обнажённой натуры, но с 1832 года предпринимал сознательные усилия для изображения в своих работах уроков нравственности. Несмотря на это, он по-прежнему рассматривался многими как порнограф, что продолжалось долгое время и после его смерти в 1849 году. В конце 1882 года, в статье журнала «Vanity Fair» рецензент отметил, что «я слишком хорошо знаю, как грубы спутники женщин перед картинами, такими как купальщица Этти. Я видел банды прогуливающихся вокруг рабочих, и я знаю, что их художественный интерес к изучению наготы категорически возмутителен». Стоит отметить, что под «купальщицей Этти», критик подразумевал картину «Мусидора: купальщица, встревоженная дуновением ветра», тоже находящуюся в галерее «Тейт».
После смерти Этти и образования в Великобритании новых художественных течений интерес к его картинам снизился, а их цена упала ниже первоначальной стоимости. Последующие художники почти не испытали влияния Этти, и одной из немногих поздних работ, которую можно считать продолжением темы, поднятой картиной «Неосторожность», стал «Странствующий рыцарь» (англ. The Knight Errant) Джона Эверетта Милле, написанный в 1870 году. На данной картине, ставшей возвращением к стилю Этти, изображена расстроенная и отвернувшая лицо жертва изнасилования, заставляющая зрителя почувствовать себя свидетелями сексуальной деградации женщины. До убийств Джека-потрошителя, начавшихся в 1888 году, обсуждение темы изнасилования в британском обществе было табуировано, а картина Милле, как и работа Этти, подверглась яростной критике. Примечательно, что работа Милле тоже размещена в галерее «Тейт».